# Francisco Eppens Helguera
Francisco Eppens Helguera (* 1. Februar 1913 in San Luis Potosí; † 6. September 1990 in Mexiko-Stadt) war ein mexikanischer Maler, Wappenmaler, Briefmarkenkünstler und Bildhauer. Er entwarf unter anderem 1968 das aktuelle mexikanische Wappen sowie auch mehrere Briefmarken.

## Biografie

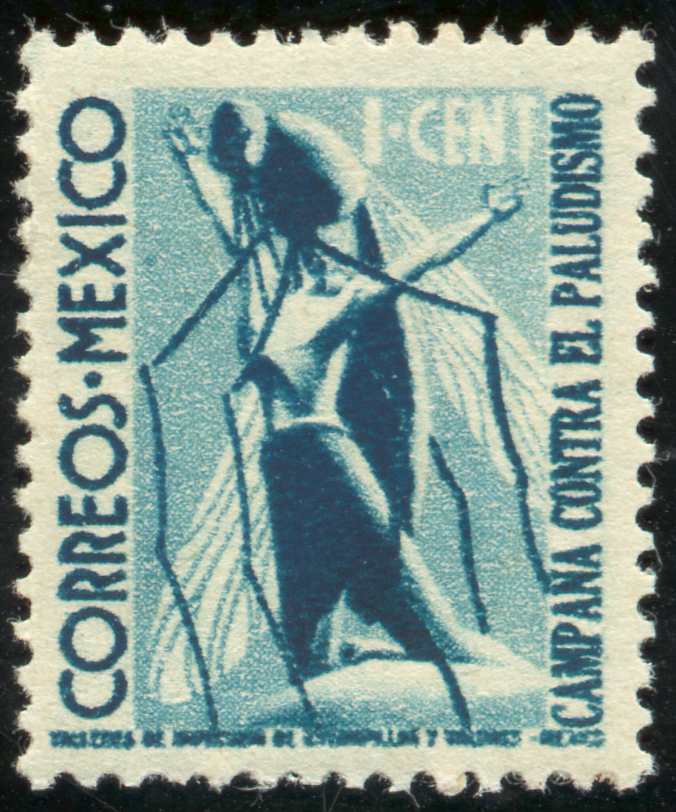
Kampagne gegen Malaria
(„Campaña contra el Paludismo“; 1939)
Entwurf von Francisco Eppens

Aktuelles Wappen Mexikos
Entwurf von Francisco Eppens

Eppens kam 1920 nach Mexiko-Stadt, besuchte ab 1926 das Instituto Politécnico Nacional und ein Jahr darauf in Vorbereitung auf ein Architekturstudium die Escuela Nacional Preparatoria. Anstelle des ursprünglich angestrebten Architekturstudiums besuchte er dann von 1928 bis 1929 die Escuela Nacional de Bellas Artes und erhielt dort Malerei- und Grafikunterricht bei Enrique Ugarte und bei Ignacio Asúnsolo in Bildhauerei. Ab 1930 arbeitete er als Bühnenbildner und Maler im Filmgeschäft und entwarf ab 1935 für das Secretaría de Hacienda y Crédito Público viele Jahre lang Brief- und Steuermarken. Ende der 1930er-Jahre zählten einige seiner Entwürfe im Scott’s Monthly Journal für Briefmarken zu den besten der Welt. Zu dieser Zeit verkehrte er viel in der „Rancho del Artista“, der Künstlerkneipe von Francisco Cornejo, in der unter anderem auch Dr. Atl, Diego Rivera, Jorge González Camarena, David Alfaro Siqueiros, José Clemente Orozco, Miguel Covarrubias, Enrique González Martínez und Andrés Audiffred regelmäßig zugegen waren. Eppens war Mitglied der Liga de Escritores y Artistas Revolucionarios. 1944 erfolgte die Einladung des Collectors Club of New York. Er selbst malte ab 1950 auch Murales an der Kinderklinik in der mexikanischen Hauptstadt, am Zentralgebäude der Partido Revolucionario Institucional und am Teatro Morelos von Aguascalientes, ein paar Jahre später auch noch in der Universitätsstadt der Universidad Nacional Autónoma de México sowie dort auch ein Wandmosaik an der medizinischen Fakultät. 1964 stellte ein Jahr darauf auch mit Jorge González Camarena und Roberto Álvarez Espinosa einen Entwurf zur Umgestaltung des Zentrums von Mexiko-Stadt vor. Mitte der 1960er-Jahre wurde er von der mexikanischen Regierung mit der Neugestaltung des nationalen Emblems beauftragt, Gustavo Díaz Ordaz legte dabei insbesondere Wert auf eine etwas aggressivere Erscheinung des Adlers. 1970 wurde er zum American Philatelic Congress eingeladen. Erwähnenswert ist noch sein Entwurf einer stromlinienförmigen Fahrzeugkarosserie, die in ein paar mexikanischen Filmen zu sehen ist.
Eppens wurde mehrfach für seine Briefmarkenmotive ausgezeichnet. Seit 1947 war er mit María Lascurain Segovia verheiratet. Aus der Ehe gingen die Kinder Gabriela, Alejandro und Rodrigo Eppens Lascurain hervor.